# 7715 Leonidarosino
7715 Leonidarosino (1996 CR7) là một tiểu hành tinh vành đai chính được phát hiện ngày 14 tháng 2 năm 1996 bởi U. Munari ở Cima Ekar.